# Antica diocesi di Durham

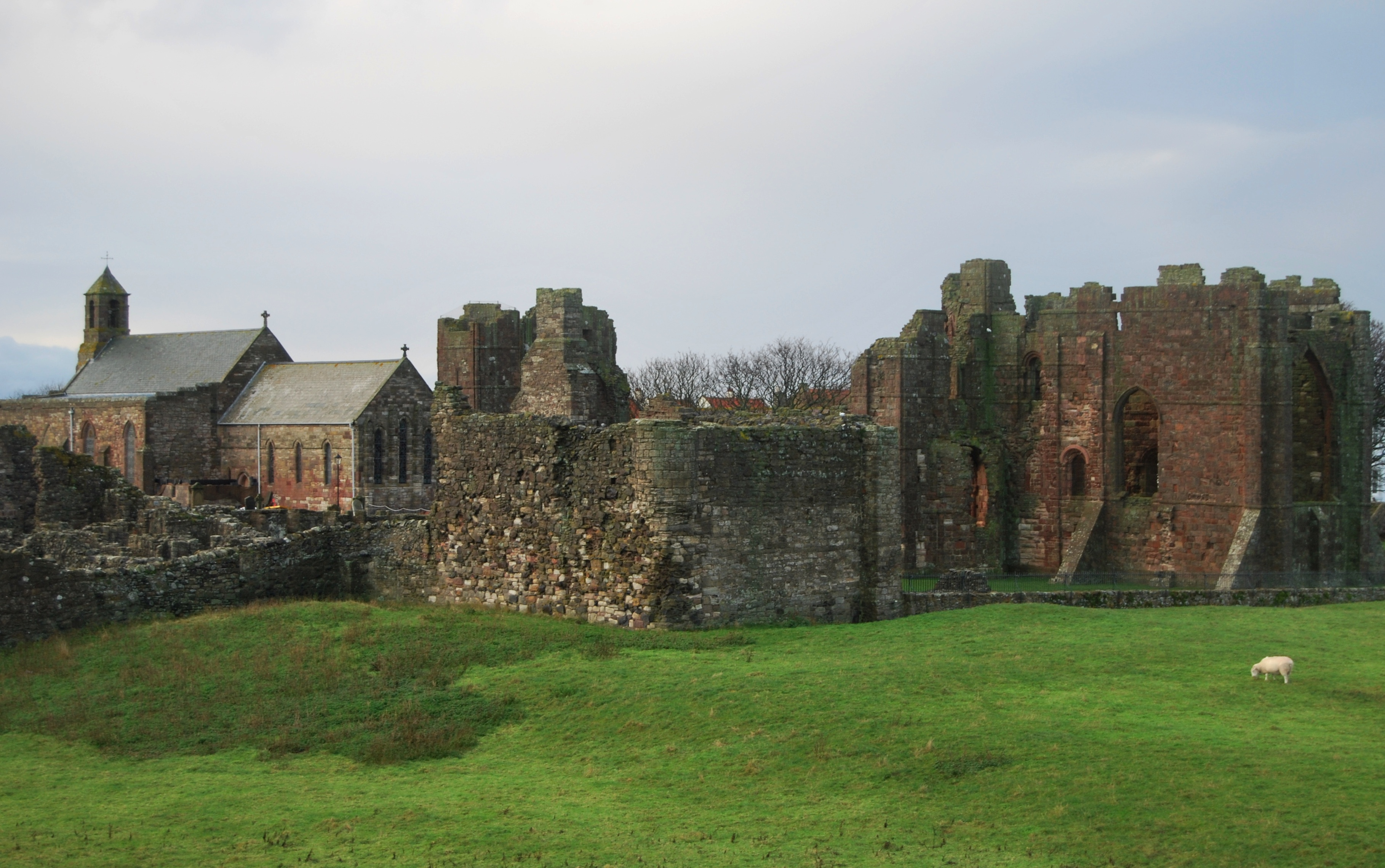
In primo piano i resti dell'abbazia di Lindisfarne.

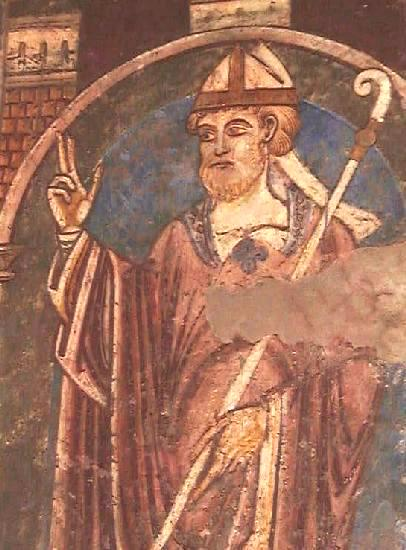
Immagine di san Cuthbert, patrono della diocesi, nella cattedrale di Durham.

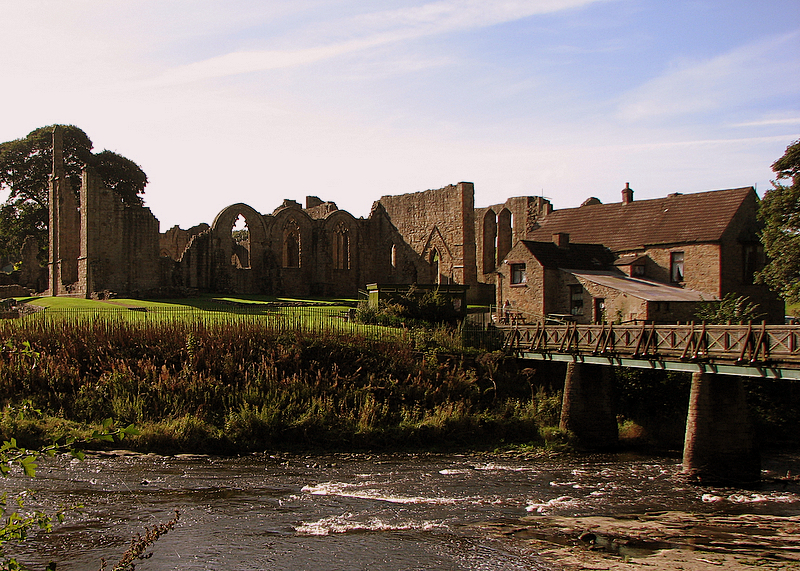
Rovine dell'abbazia benedettina di Finchale, nei pressi di Durham.

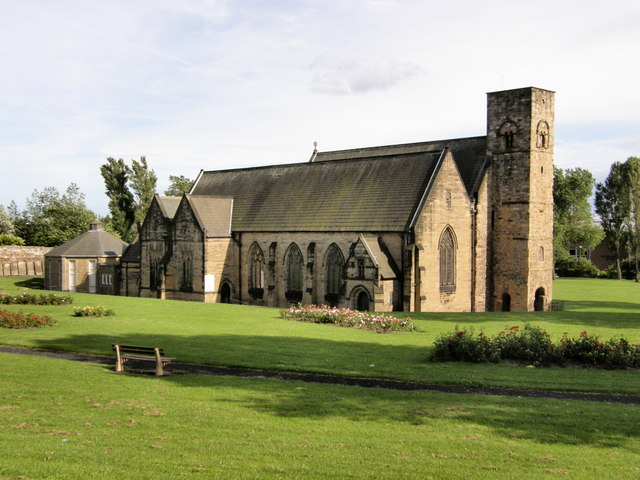
La chiesa di San Pietro dell'abbazia benedettina di Wearmouth.

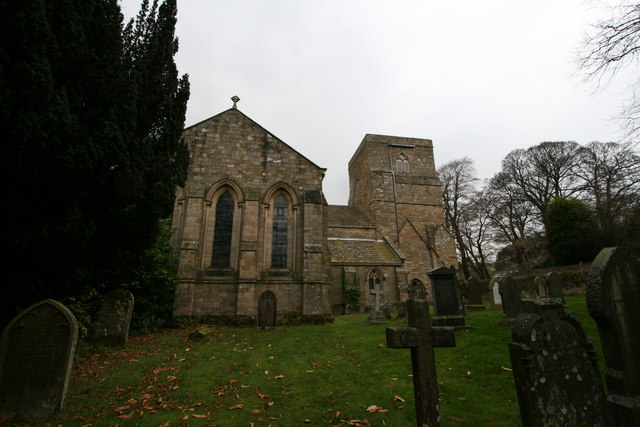
La chiesa dell'abbazia premostratense di Blanchland.

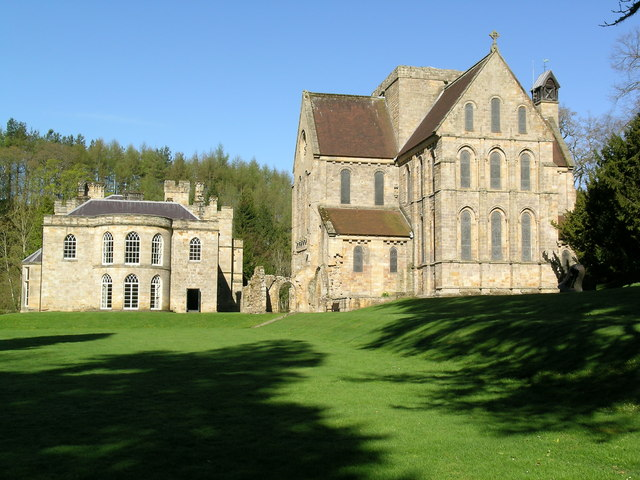
Edifici dell'abbazia agostiniana di Brinkburn, nei pressi di Rothbury.

La diocesi di Durham (in latino: Dioecesis Dunelmensis) è una sede soppressa della Chiesa cattolica.

## Territorio
La diocesi comprendeva la regione nord-orientale dell'Inghilterra, nell'antico regno di Northumbria. Si estendeva sulle due contee di Durham e di Northumberland
Sede vescovile era la città di Durham, dove si trova la cattedrale della Beata Vergine Maria.
Nel 1291 la diocesi era costituita da due arcidiaconati, suddivisi in decanati, per un totale di circa 120 parrocchie, all'incirca lo stesso numero di parrocchie censite nel 1535:
- arcidiaconato di Durham, con i decanati di Durham, Darlington, Bishop Auckland, Lanchester e Chester-le-Street;
- arcidiaconato di Northumberland, con i decanati di Newcastle, Corbridge, Bamburgh e Alnwick; nel 1535 esisteva un quinto decanato, quello di Morpeth.

Dalla diocesi dipendevano inoltre delle regioni dotate di privilegi, conosciute con il nome di peculiars, esenti dalla giurisdizione ecclesiastica e sottomesse per la maggior parte al capitolo della cattedrale, e costituite da due enclavi nell'arcidiocesi di York e da una nell'arcidiocesi di Saint Andrews in Scozia.

## Storia

### Lindisfarne
La diocesi di Durham trae le sue origini dalla diocesi abbaziale di Lindisfarne. Mentre la parte meridionale del regno di Northumbria (Deira) fu evangelizzata dal missionario romano Paolino (625), la parte settentrionale (Bernicia) fu evangelizzata dai missionari celtici stabilitisi a Lindisfarne.
L'abbazia venne fondata nel 634 da sant'Aidan, monaco del monastero scozzese di Jona, che re Osvaldo chiamò nel regno di Northumbria a risollevare le sorti del cristianesimo nelle sue terre dopo la morte del re Edvino. L'abbazia di Lindisfarne divenne così uno dei più importanti centri monastici del nord dell'Inghilterra e insieme punto di partenza dell'apostolato missionario di sant'Aidan.
La diocesi abbaziale seguiva i riti e le usanze del cristianesimo celtico (irlandese) in una terra dove coesistevano anche influssi romano-continentali. Questo comportava, per esempio, che il re Osviu celebrasse la Pasqua secondo il calendario irlandese, mentre la regina, educata nel Kent, la celebrasse secondo quello romano.
Per questo motivo fu celebrato un sinodo a Whitby nel 664 per porre rimedio a questi inconvenienti. Vinse la linea romana: la diocesi abbaziale di Lindisfarne fu soppressa e il suo territorio unito a quello di York. L'abate-vescovo san Colman abbandonò allora la Northumbria.
Nel 681 fu restaurata la diocesi di Lindisfarne, con territorio ricavato da quello della diocesi di Hexham, eretta tre anni prima sul territorio dell'antica sede abbaziale. Grande figura di vescovo e di santo fu quella di Cuthbert, che governò la diocesi dal 685 al 687.
Nel 793 un gruppo di pirati danesi saccheggiò il monastero. Le devastanti incursioni dei Vichinghi danesi nella metà del IX secolo causarono la scomparsa della diocesi di Hexham, il cui territorio passò a Lindisfarne dopo l'821. Nell'865 i Vichinghi si impossessarono di tutto il nord e l'est dell'Inghilterra, facendo sparire per un certo periodo l'organizzazione politica ed ecclesiastica della regione.
Lindisfarne ormai non era più un luogo sicuro. Nell'875 la comunità, composta da pochi monaci e da preti secolari, lasciò l'isola portando con sé le reliquie di san Cuthbert. Dopo otto anni di peregrinazione nella Northumbria, nell'883 si stabilirono a Chester-le-Street, a qualche chilometro a nord di Durham. Il re cristiano di York, Guthred o Guthfrith, dotò la diocesi di nuove terre e la gratificò con privilegi. Ancora maggiore di quanto già non lo fosse divenne il culto e la devozione verso san Cuthbert; nel 934 altre donazioni furono concesse alla comunità di san Cuthbert dal re Athelstan, il quale dotò la biblioteca vescovile di importanti codici, tra cui quello che contiene la vita in poesia e in prosa di san Cuthbert scritta da Beda il Venerabile.

### Durham
Nel 995 il vescovo Aldhun, temendo nuove incursioni dei Danesi, decise di spostare le sacre spoglie di Cuthbert verso sud. Secondo la tradizione, il carro che trasportava i suoi resti si arrestò improvvisamente e non ci fu più modo di farlo avanzare; la località, Durham, che allora era un oscuro villaggio di campagna, divenne la sede definitiva delle reliquie del santo e del vescovo. Nel 998 o 999 fu consacrata la prima cattedrale. La diocesi faceva parte della provincia ecclesiastica dell'arcidiocesi di York.
L'ultimo vescovo anglosassone, Aethelwine, all'arrivo di Guglielmo il Conquistatore fuggì verso il nord con le reliquie di san Cuthbert; fu deposto nel 1071 e a lui succedettero tre vescovi stranieri, imposti dai nuovi padroni dell'Inghilterra: Guillaume Walcher di Liegi fu investito anche del potere civile, ma fu assassinato nel 1080; Guillaume de Saint Calais iniziò la ricostruzione della cattedrale nel 1083 e favorì la nascita di un capitolo monastico in sostituzione di quello secolare; Ranulf Flambard, definito da sant'Anselmo publicanorum princeps infamissimus, subì la prigione e l'esilio.
La cattedrale, iniziata nel 1093, fu ultimata nelle sue linee essenziali nel 1133. La seconda parte del XII secolo è dominata dalla figura del vescovo Ugo Puiset, politico e letterato. Nel XIII secolo Richard Poore si impegnò ad introdurre e a far applicare i decreti del concilio lateranense del 1215: a lui si devono i primi statuti diocesani.
Il 1º o l'11 aprile 1132 Durham cedette una porzione di territorio a vantaggio dell'erezione della diocesi di Carlisle.
Nel Medioevo i vescovi detenevano un potere politico, al pari di quello regale, sul Principato o Palatinato di Durham (County Palatine of Durham), che non corrispondeva però con il territorio della diocesi, bensì con un territorio molto più ridotto, a nord e a sud della diocesi. Incerta è l'origine di questo privilegio, che sopravvisse alla Riforma e fu definitivamente smantellato solo nel XIX secolo. Sul territorio del Principato i vescovi esercitavano la triplice regalia in imperio (governo civile), in dominio (diritti feudali) e in jurisdictione (amministrazione della giustizia).
L'ultimo vescovo in comunione con la Santa Sede, Cuthbert Tunstall, fu deposto il 14 ottobre 1552 ed in seguito restaurato da Maria la Cattolica nel 1554. Deposto nuovamente dalla regina Elisabetta nel 1559, morì lo stesso anno nel palazzo di Lambeth. Già nel 1540 il capitolo monastico fu soppresso e sostituito da uno secolare.

## Cronotassi dei vescovi

### Vescovi di Lindisfarne
- Sant'Aidan † (634 - 31 agosto 651 deceduto)
- San Finan † (651 consacrato - 17 febbraio 661 deceduto)
- San Colman † (661 - 664 dimesso)
- San Tudda † (664 - 664 deceduto)
  - Sede soppressa (664-680)
- Sant'Eata † (circa 681 - 685 deposto o nominato vescovo di Hexham)
- San Cuthbert † (26 marzo 685 - 20 marzo 687 deceduto)
- Sant'Eadberht † (688 - 6 marzo 698 deceduto)
- Sant'Eadfrith † (698 - 721 deceduto)
- Sant'Aethelwold † (721 - 740 deceduto)
- Cynewulf † (740 - 780 dimesso)
- Higbald † (780 o 781 consacrato - 25 maggio 802 deceduto)
- Egbert † (12 giugno 802 - 819 deceduto)
- Heathored (Egfrid) † (821 - 828 deceduto)
- Ecgred † (830 - 845 deceduto)
- Eanbert † (846 - 854 deceduto)

### Vescovi di Lindisfarne in Chester-le-Street
- Eardulf † (854 - 899 o 900 deceduto)
- Cutheard † (900 - 915 deceduto)
- Tilred † (915 - 928 deceduto)
- Wilgred † (928 - 944 deceduto)
- Uchtred † (944 - 947 deceduto)
- Sexhelm † (947 - 957 deposto)
- Ealdred † (957 - 968 deceduto)
- Aelfsige † (968 consacrato - 990 deceduto)

### Vescovi di Durham
- Aldhun † (990 - 1018 deceduto)
- Edmund † (1020 o 1021 - 1040 deceduto)
- Eadred † (1041 - 1041 deceduto)
- Aethelric † (11 gennaio 1042 consacrato - 1056 dimesso)
- Æthelwine † (1056 - 1071 deposto)
- William Walcher † (1071 consacrato - 14 maggio 1080 deceduto)
- William de Saint Calais † (3 gennaio 1081 consacrato - 2 gennaio 1096 deceduto)
  - Sede vacante (1096-1099)
- Rainulfo Flambard † (5 giugno 1099 consacrato - 5 settembre 1128 deceduto)
  - Sede vacante (1128-1133)
- Geoffrey Rufus † (6 agosto 1133 - 6 maggio 1140 deceduto)
  - Sede vacante (1140-1143)
- William of Saint Barbara † (20 giugno 1143 consacrato - 14 novembre 1152 deceduto)
- Ugo Puiset † (20 dicembre 1153 consacrato - 3 marzo 1195 deceduto)
- Philip of Poitou † (30 aprile 1197 consacrato - 22 aprile 1208 deceduto)
  - Sede vacante (1208-1217)
- Richard Marsh † (2 luglio 1217 - 1º maggio 1226 deceduto)
- Richard Poore † (14 maggio 1228 - 15 aprile 1237 deceduto)
- Nicholas Farnham † (9 giugno 1241 consacrato - 8 febbraio 1249 dimesso)
- Walter of Kirkham † (5 dicembre 1249 consacrato - 9 agosto 1260 deceduto)
- Robert Stitchill † (13 febbraio 1261 consacrato - 4 agosto 1274 deceduto)
- Robert of Holy Island † (9 dicembre 1274 consacrato - 7 giugno 1283 deceduto)
- Anthony Bek † (9 gennaio 1284 consacrato - 3 marzo 1311 deceduto)[1]
- Richard Kellaw † (30 maggio 1311 consacrato - 9 ottobre 1316 deceduto)
- Lewis de Beaumont † (9 febbraio 1317 - 24 settembre 1333 deceduto)
- Richard de Bury † (14 ottobre 1333 - 14 aprile 1345 deceduto)
- Thomas Hatfield † (8 giugno 1345 - 8 maggio 1381 deceduto)
- John Fordham † (5 gennaio 1382 consacrato - 13 luglio 1388 nominato vescovo di Ely)
- Walter Skirlaw † (13 luglio 1388 - 24 marzo 1406 deceduto)
- Thomas Langley † (14 maggio 1406 - 17 marzo o 28 novembre 1437 deceduto)
- Robert Neville † (12 febbraio 1438 - 8 luglio 1457 deceduto)
- Lawrence Booth † (22 agosto 1457 - 31 luglio 1476 nominato arcivescovo di York)
- William Dudley † (31 luglio 1476 - 24 novembre 1483 deceduto)
- John Sherwood † (29 marzo 1484 - 12 gennaio 1494 deceduto)
- Richard Foxe † (30 luglio 1494 - 20 agosto 1501 nominato vescovo di Winchester)
- William Senhouse † (27 giugno 1502 - 1505 deceduto)
- Christopher Bainbridge † (27 agosto 1507 - 22 settembre 1508 nominato arcivescovo di York)
- Thomas Ruthall † (11 giugno 1509 - 4 febbraio 1523 deceduto)
  - Thomas Wolsey † (26 marzo 1523 - 8 febbraio 1529 dimesso) (amministratore apostolico)
- Cuthbert Tunstall † (21 febbraio 1530 - 18 novembre 1559 deceduto)